# Westaustralischer Pinzettfisch
Der Westaustralische Pinzettfisch (Chelmon marginalis) ist eine Art aus der Familie der Falterfische.

## Merkmale
Der Westaustralische Pinzettfisch erreicht eine maximale Länge von 18 Zentimetern.
Der Fisch hat einen weißen, hochrückigen und seitlich abgeflachten Körper. Dieser wird von drei gelb bis orangefarbenen vertikalen Bändern überzogen, die in Richtung Schwanzflosse breiter werden. Sowohl das erste Band, welches über den Kopf des Fisches durch dessen Auge verläuft, als auch das zweite Band, welches über den Ansatz der Brustflosse verläuft, weisen schwarze Ränder auf. Das dritte Band verläuft nahe dem Ansatz der Schwanzflosse.
Juvenile Westaustralische Pinzettfische weisen ein viertes orangefarbenes Band auf dem hinteren Teil des Körpers sowie einen schwarzen Augenfleck auf, der die Fische vor Fressfeinden schützt. Im Verlauf der Entwicklung zum ausgewachsenen Westaustralischen Pinzettfisch verblassen sowohl das genannte Band als auch der Augenfleck zunehmend, bis sie schließlich vollständig verschwinden.
Vom sehr ähnlichen Kupferstreifen-Pinzettfisch (Chelmon rostratus) unterscheiden sich ausgewachsene Westaustralische Pinzettfische dadurch, dass ihnen das bei Kupferstreifen-Pinzettfischen vorhandene Band auf der Mitte des Körpers fehlt.
- Flossenformel: Dorsale IX-X/29-33, Anale III/21-22[1]

## Verbreitung
Der Westaustralische Pinzettfisch ist in den marinen Gewässern Nordaustraliens verbreitet: Vom westaustralischen Houtman-Abrolhos-Archipel über den Golf von Carpentaria bis zum nördlichen Great Barrier Reef.

## Vorkommen und Verhalten
Der Westaustralische Pinzettfisch kommt sowohl in Küstenriffen als auch in Felsenriffen vor. Dabei ist er in Außenriffen, an Steilabhängen und küstennahen Inseln anzutreffen. Der Fisch hält sich in einer Tiefe von 1 bis 30 Metern auf.
Der Westaustralische Pinzettfisch ernährt sich in der Natur von Würmern, Krebsen und anderen Krustentieren. Die Fische sind getrenntgeschlechtlich und eierlegend, wobei die Befruchtung außerhalb des Körpers stattfindet. Zur Fortpflanzungszeit sind Westaustralische Pinzettfische paarweise anzutreffen. Die Fische sind ziemlich widerstandsfähig, was sich darin widerspiegelt, dass sich ihre Population in weniger als 15 Monaten verdoppelt.

## Gefährdung
Der Westaustralische Pinzettfisch wird gelegentlich für den Aquarienhandel gefangen, was jedoch keine schwerwiegenden Auswirkungen auf die Population zu haben scheint. Die IUCN stuft den Westaustralischen Pinzettfisch als nicht gefährdet ein.

## Aquarienhaltung
Der Westaustralische Pinzettfisch benötigt Riffaquarien mit Lebendgestein, das dem Fisch Versteckmöglichkeiten bietet und zur Nahrungssuche anregt. Der Fisch frisst in der Regel kein Trockenfutter, weshalb in der Regel Mysis oder anderes Frostfutter verfüttert wird.
Die Wasserbedingungen müssen stabil sein, da der Westaustralische Pinzettfisch empfindlich auf Veränderungen reagiert.
Der Westaustralische Pinzettfisch ist ein Fressfeind der in Aquarien häufig unerwünschten Glasrosen.